# A-68冰山
A-68冰山是曾經漂流在南大西洋的一座巨大的片状冰山，于2017年7月與南极洲的拉森冰架分離。许多从南极半岛斷裂的冰山漂浮到南乔治亚和南桑威奇群岛並不斷分裂。截至2021年4月16日，A-68冰山已徹底消失。
A-68冰山的表面积一度達5800平方公里，是有记录以来面積最大的冰山之一。A-68的断裂使拉森冰架的总面积减少了12%。